# Château-l'Évêque

Château-l'Évêque este o comună în departamentul Dordogne din sud-vestul Franței. În 2009 avea o populație de 2.044 de locuitori.

## Evoluția populației
| An        | 1975  | 1982  | 1990  | 1999  | 2006  | 2009  |
| --------- | ----- | ----- | ----- | ----- | ----- | ----- |
| Populație | 1.235 | 1.378 | 1.701 | 1.760 | 1.915 | 2.044 |